# Slowenische Badmintonmeisterschaft 2006
Die Slowenische Badmintonmeisterschaft 2006 fand vom 4. bis zum 5. Februar 2006 in Ljubljana statt.

## Austragungsort
- Dvorana Krim, Ljubljana

## Sieger und Platzierte
| Disziplin    | Gold                        | Silber                      | Bronze                         |
| ------------ | --------------------------- | --------------------------- | ------------------------------ |
| Herreneinzel | Luka Petrič                 | Luka Kumelj                 | Miha Šepec jr.                 |
| Herreneinzel | Luka Petrič                 | Luka Kumelj                 | Aleš Forjan                    |
| Dameneinzel  | Maja Tvrdy                  | Maja Kersnik                | Urška Silvester                |
| Dameneinzel  | Maja Tvrdy                  | Maja Kersnik                | Nina Kotar                     |
| Herrendoppel | Miha Horvat Denis Pešehonov | Miha Šepec jr. Andrej Pohar | Bojan Strah Miha Vilar         |
| Herrendoppel | Miha Horvat Denis Pešehonov | Miha Šepec jr. Andrej Pohar | Aleš Murn Luka Kumelj          |
| Damendoppel  | Maja Pohar Ana Kovač        | Maja Tvrdy Maja Kersnik     | Nika Končut Iva Lukač          |
| Damendoppel  | Maja Pohar Ana Kovač        | Maja Tvrdy Maja Kersnik     | Tjaša Delak Nika Hočevar       |
| Mixed        | Luka Petrič Maja Tvrdy      | Andrej Pohar Maja Pohar     | Miha Šepec jr. Urška Silvester |
| Mixed        | Luka Petrič Maja Tvrdy      | Andrej Pohar Maja Pohar     | Aleš Murn Ana Kovač            |